# مونتيمولاين
بلدية مونتيمولاين (بالإسبانية: Montemolín)‏, هي إحدى بلديات مقاطعة بطليوس, التي تقع في منطقة إكستريمادورا, والتي تقع في غرب إسبانيا.
يبلغ عدد سكانها 1.652 نسمة وفقاً لإحصائية سنة (2002).